# Guerre de la frontière sud-africaine
Guerre froide
La guerre de la frontière sud-africaine (en anglais South African Border War, en afrikaans Suid-Afrikaanse Grensoorlog), ou guerre d’indépendance de la Namibie et guerre de brousse d'Angola, est un conflit d'abord interne qui débuta en 1966 dans le Sud-Ouest africain (de nos jours la Namibie) avant de se prolonger et de s'intensifier en 1975 en Angola (guerre civile angolaise) puis de déboucher sur un accord de paix à la fin de l'année 1988. Il opposa l'Afrique du Sud et ses alliés (notamment l'UNITA) à la SWAPO, le gouvernement angolais du MPLA et leurs alliés soviétiques et Cubains.
Cette guerre est notamment marquée par la bataille de Cuito Cuanavale qui opposa en Angola du 12 au 20 janvier 1988 les soldats angolais et cubains aux combattants de l'UNITA soutenus par l'armée sud-africaine (SADF). Elle constitua la plus importante bataille engagée sur le continent africain depuis la Seconde Guerre mondiale et fut un élément déclencheur du règlement de la situation politique de la Namibie. 
La bataille de Cuito-Cuanavale met aux prises 7 000 soldats de l'armée sud-africaine, 10 000 combattants de l'UNITA contre 20 000 soldats angolais et 5 000 soldats cubains. 
Elle se solda par un échec relatif de toutes les forces engagées, en dépit des proclamations de victoire des uns et des autres, et marqua les limites de la solution militaire. Au nombre impressionnant de soldats angolais et cubains tués répondit l'absence de conquête territoriale de l'UNITA qui échoua à prendre la ville aux Cubains. 

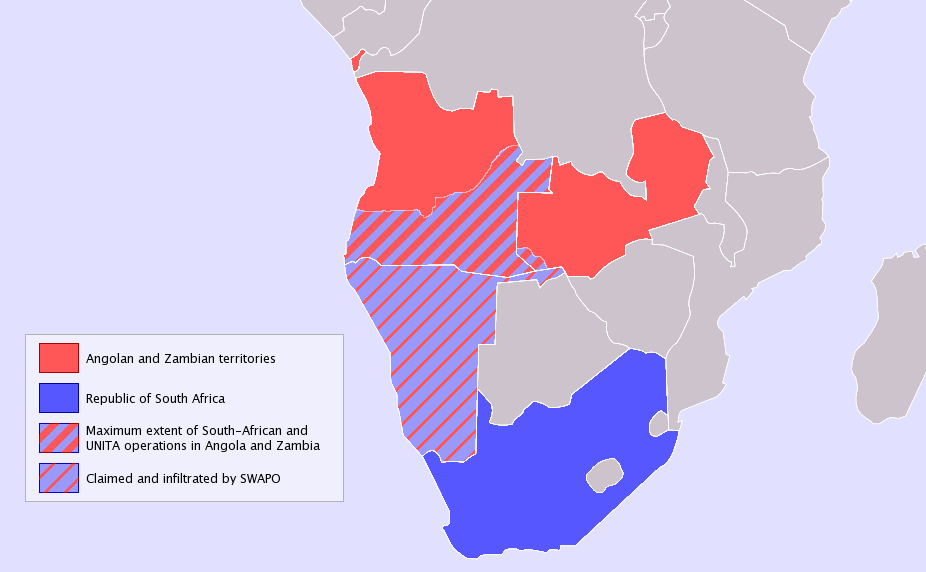
Carte de la guerre de frontière marquant l'étendue des interventions de l'armée sud-africaine, de la SWAPO et de l'Unita

À la suite des contacts établis depuis 1985 avec la SWAPO, du soutien des États-Unis à la solution dit du « linkage » (indépendance de la Namibie contre retrait cubain d'Angola) et de l'avancement des négociations avec l'Angola entreprises depuis 1984, le Conseil sud-africain de sécurité nationale présidé par Pieter Botha opta pour une solution négociée, rejetant l'idée de mener une guerre totale à l'issue incertaine qui pouvait déboucher sur une coûteuse occupation militaire de la moitié du territoire angolais.
À l’été 1988, le gouvernement sud-africain est très inquiet devant la possibilité d’une invasion cubaine en Namibie depuis l’Angola et fait discrètement savoir à Fidel Castro qu’il dispose de plusieurs têtes nucléaires largables par bombardiers. L’invasion n’a finalement pas lieu et Fidel Castro avoua plus tard n’avoir jamais eu lieu l’intention de la lancer, en partie par peur de l’arme atomique sud-africaine. 
Le 20 juillet 1988, un accord en 14 points fut trouvé entre l'Afrique du Sud, l'Angola et Cuba prévoyant la mise en œuvre de la résolution 435 soit des élections en Namibie sous le contrôle des Nations unies en contrepartie du repli du contingent cubain. 
Les 8 et 12 août, l'Afrique du Sud et la SWAPO, mouvement national namibien installé en Angola, acceptèrent la cessation des hostilités l'un envers l'autre et le 22 août, l'accord de paix était signé entre l'Angola et l'Afrique du Sud à Ruacana.
Le secrétaire général de l'ONU, Javier Pérez de Cuéllar se rendit alors aux Union Buildings de Pretoria pour préparer l'accord de Brazzaville, qui aboutit à la signature du 22 décembre préparant le calendrier de la mise en œuvre de la résolution 435 et celui du retrait cubain d'Angola.

## Pour en savoir plus
- Christian Bader, La Namibie, Karthala, 1997